# چاه‌پهن (جهرم)
چاه پهن (جهرم)، روستایی از توابع بخش کردیان شهرستان جهرم در استان فارس ایران است.

## جمعیت
این روستا در دهستان قطب‌آباد قرار دارد و بر اساس سرشماری مرکز آمار ایران در سال ۱۳۸۵، جمعیت آن ۲۱ نفر (۶ خانوار) بوده‌است.